# Homalostethus humilis
Homalostethus humilis är en insektsart som beskrevs av Victor Lallemand 1930. Homalostethus humilis ingår i släktet Homalostethus och familjen spottstritar. Inga underarter finns listade i Catalogue of Life.